# Charnett Moffett

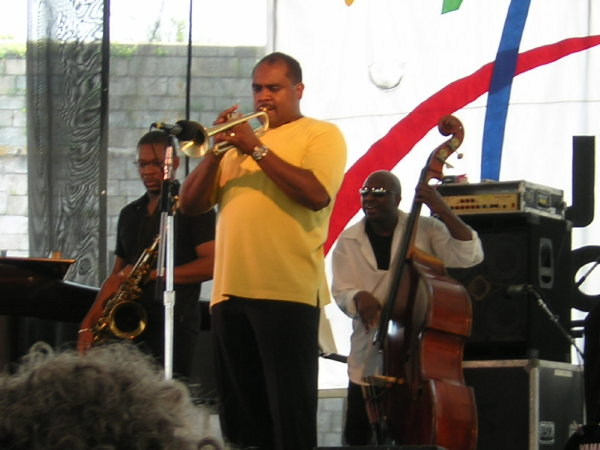
Moffett (till höger) tillsammans med Ravi Coltrane och Terell Stafford.

Charnett Moffett, född 10 juni 1967 i New York, död 11 april 2022 i Stanford, Kalifornien, var en amerikansk jazzmusiker som spelade piccolobas, kontrabas och elbas.
Moffetts förnamn skapades som en kombination av hans faders namn (Charles Moffett, jazztrummis) och Ornette Colemans (jazzsaxofonist). Som tonåring spelade Moffett i sin faders band men i mitten av 1980-talet hade han börjat skapa sig ett rykte genom att spela med Wynton Marsalis och Branford Marsalis. Detta ledde till hans karriär som frilansbasist och har sedan dess framträtt och spelat in med ett flertal musiker, inklusive Stanley Jordan, Ornette Coleman, McCoy Tyner, Kenny Garrett, Mulgrew Miller, Courtney Pine, Arturo Sandoval, Lew Soloff och Sonny Sharrock. Har även gett ut album under eget namn. Han är medlem i Manhattan Jazz Quintet.

## Diskografi
- 1987 - Beauty Within
- 1987 - Net Man
- 1991 - Nettwork
- 1994 - Planet Home
- 1996 - Still Life
- 2004 - For the Love of Peace
- 2006 - Internet